# Danacaea nigritarsis
Danacaea nigritarsis är en skalbaggsart som först beskrevs av Küster 1850.  Danacaea nigritarsis ingår i släktet Danacaea, och familjen borstbaggar. Enligt den svenska rödlistan är arten otillräckligt studerad i Sverige. . Artens livsmiljö är skogslandskap, jordbrukslandskap.